# Loxostege philocapna
Loxostege philocapna là một loài bướm đêm trong họ Crambidae.